# FC Thoune
Maillots
Actualités
Le Fussball-Club Thun, abrégé et francisé en FC Thoune, est un club de football de la ville de Thoune en Suisse. Il évolue en Challenge League.

## Histoire

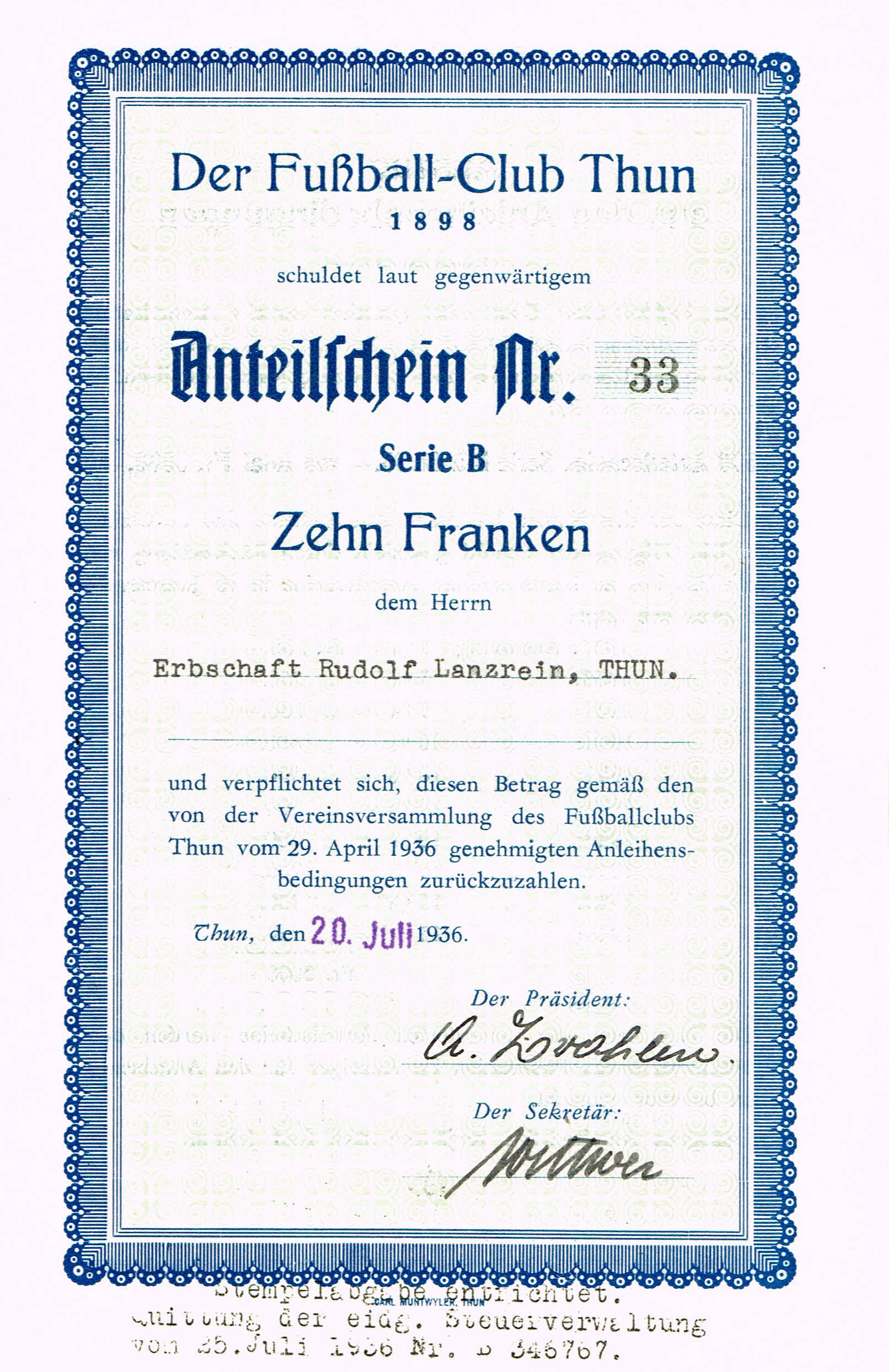
Action de la FC Thoune en date du 20. Juillet 1936

## Palmarès et résultats

### Palmarès
| Compétitions nationales                                                                          | Compétitions internationales |
| - Challenge League (D2) - Vice-champion : 2024 - Coupe de Suisse - Finaliste (2) : 1955 et 2019. | - Ligue des champions (C1) - 1 participation. - Coupe UEFA/Ligue Europa (C3) - 4 participations. - Coupe Intertoto (C4) - 2 participations. |

## Joueurs et personnalités du club

### Entraîneurs
Le tableau suivant présente la liste des entraîneurs du club depuis 1946.
| Rang | Nom                           | Période   |
| ---- | ----------------------------- | --------- |
| 1    | Hans Luder                    | 1946-1948 |
| 2    | Hans Pulver                   | 1948-1949 |
| 3    | Jimmy Townley                 | 1949-1950 |
| 4    | ?                             | 1950-1953 |
| 5    | Hans Luder                    | 1953-1954 |
| 6    | Hans Luder & Hermann Czischek | 1954-1956 |
| 7    | Hermann Czischek              | 1956-1958 |
| 8    | Alfred Beck                   | 1958-1962 |
| 9    | Hermann Jucker                | 1962-1963 |
| 10   | Matthias Rossbach             | 1963-1967 |
| 11   | Heinz Schneiter               | 1967-1969 |
| 12   | Lothar Weise                  | 1969-1970 |
| 13   | Miroslav Patak                | 1971-1972 |
| 14   | Fridolin Hofer                | 1972-1973 |
| 15   | René Raboud                   | 1973-1974 |

| Rang | Nom                   | Période               |
| ---- | --------------------- | --------------------- |
| 16   | ?                     | 1974-1978             |
| 17   | Hanspeter Latour      | 1978-1983             |
| 18   | Otto Messerli         | 1984-1986             |
| 19   | Martin Trümpler       | 1986-1990             |
| 20   | Willi Kaufmann        | 1990-1992             |
| 21   | Peter Mast            | 1992-1993             |
| 22   | Stefan Marini         | 1994-1995             |
| 23   | Andy Egli             | juil. 1995-déc. 1998  |
| 24   | Georges Bregy         | janv. 1999-juin 2001  |
| 25   | Hanspeter Latour      | juil. 2001-déc. 2004  |
| 26   | Urs Schönenberger     | janv. 2005-févr. 2006 |
| 27   | Adrian Kunz (intérim) | févr. 2006            |
| 28   | Heinz Peischl         | févr. 2006-mars 2007  |
| 29   | Jeff Saibene          | mars 2007-juin 2007   |
| 30   | René van Eck          | juil. 2007-juin 2008  |

| Rang | Nom                         | Période               |
| ---- | --------------------------- | --------------------- |
| 31   | Hansruedi Baumann           | juil. 2008-mai 2009   |
| 32   | Eric-Pi Zuercher            | 2009                  |
| 33   | Andres Gerber (intérim)     | mai 2009-juin 2009    |
| 34   | Murat Yakın                 | juil. 2009-juin 2011  |
| 35   | Bernard Challandes          | juil. 2011-nov. 2012  |
| 36   | Mauro Lustrinelli (intérim) | nov. 2012-déc. 2012   |
| 38   | Urs Fischer                 | janv. 2013-juin. 2015 |
| 38   | Ciriaco Sforza              | juil. 2015-sept. 2015 |
| 39   | Jeff Saibene                | oct. 2015-mars 2017   |
| 40   | Marc Schneider              | mars 2017-oct. 2020   |
| 41   | Carlos Bernegger            | oct. 2020-juil. 2022  |
| 42   | Mauro Lustrinelli           | Depuis juil. 2022     |